# Shaun Parkes
Pour les articles homonymes, voir Parkes.
Shaun Parkes est un acteur de télévision britannique, né le 9 février 1973 à Londres. Il est surtout connu pour ses rôles récurrents dans les séries télévisées Crown Prosecutor, Lock, Stock..., Meurtres à l'anglaise et le rôle-titre dans Moses Jones.

## Biographie

### Formation
À 16 ans, Parkes s'inscrit au Seltec College où il étudie l'art dramatique. Deux ans plus tard, il a été accepté à la Royal Academy of Dramatic Art à Londres.

### Carrière
Après avoir joué à la fois au théâtre et à dans des rôles de soutiens télévisés, Parkes a fait sa première apparition dans le film Human Traffic. Sa carrière depuis inclut des films tels que Clubbed, Le Retour de la momie (The Mummy Returns), Things to Do Before You're 30, et le célèbre Notes on a Scandal. Sa carrière de télévision inclut Lock, Stock..., Servants, Casanova et Doctor Who. Parkes a aussi continué de forger sa carrière comme acteur de théâtre.

## Filmographie

### Au cinéma
- 1999 : Rage de Newton Aduaka : G
- 1999 : Human Traffic de Justin Kerrigan : Koop
- 2001 : Le Retour de la momie de Stephen Sommers : Izzy Buttons
- 2008 : The Club de Neil Thompson : Rob

### À la télévision
- 2006 : Doctor Who, épisodes La Planète du Diable, première partie et deuxième partie : Zachary Cross Flane
- 2012 : L'Île au trésor (Treasure Island) de Steve Barron : George Merry
- 2016 : Hooten & the Lady : Clive Stephenson
- 2016 : Line of Duty (série télévisée) : Terry Reynolds  (saison 3)
- 2018 : Perdus dans l'espace : Capitaine Radic